# بلیک شیلب
بلیک شیلب (انگلیسی: Blake Schilb؛ زادهٔ ۲۳ دسامبر ۱۹۸۳) بازیکن بسکتبال آمریکایی‌تبار اهل جمهوری چک است. وی در بازی‌های المپیک تابستانی ۲۰۲۰ شرکت کرده‌است.